# 긴잔 온천

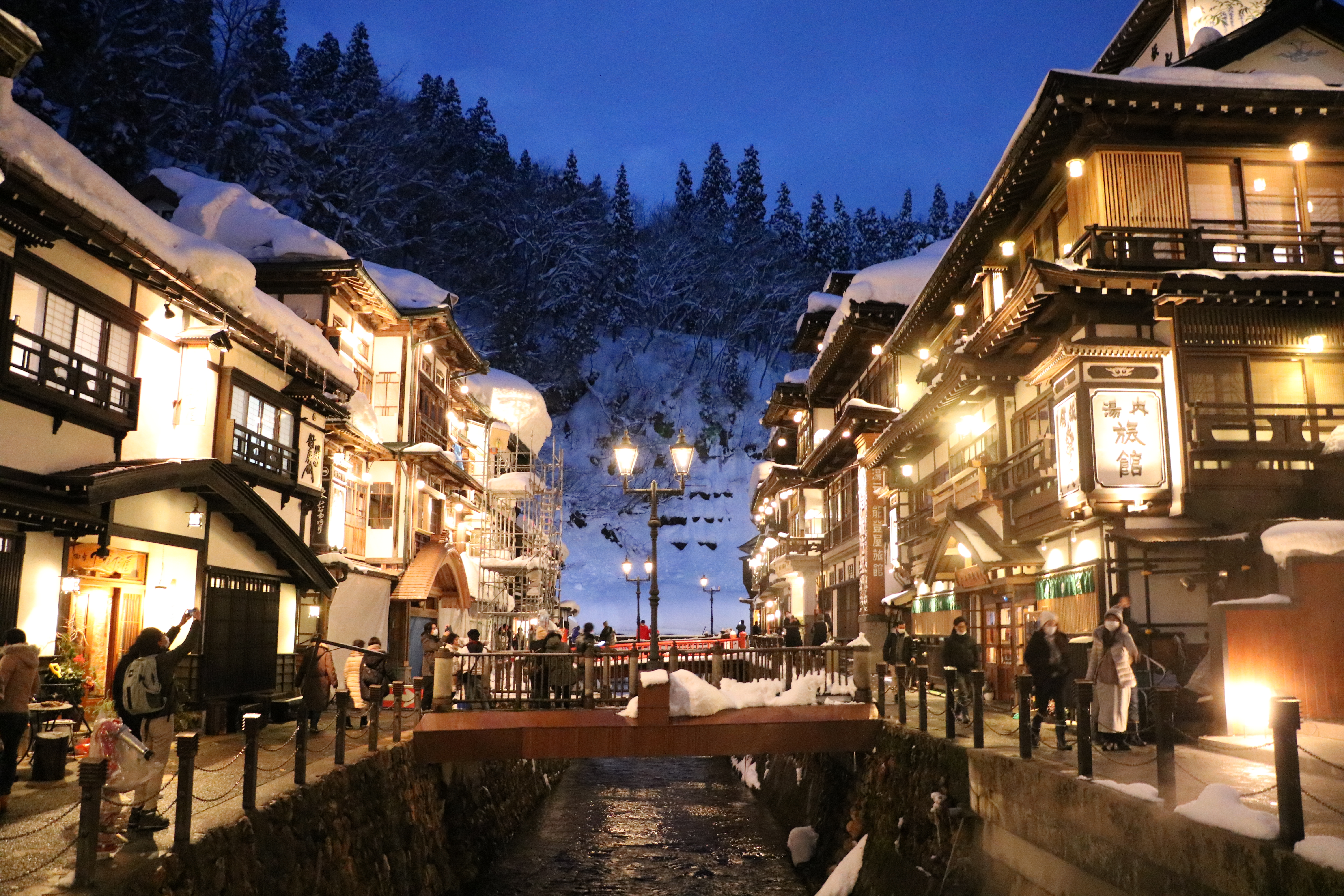
긴잔 온천

긴잔 온천(銀山温泉 긴잔온센[*])은 일본 야마가타현 오바나자와시에 있는 온천이다.
NHK 연속 TV 소설 《오싱》의 배경지를 계기로 일본 전국적으로 유명해졌다.